# 亀井貫一郎

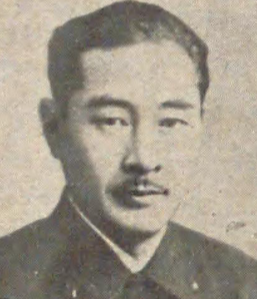
亀井貫一郎

亀井 貫一郎（かめい かんいちろう、明治25年〈1892年〉11月10日 ‐ 昭和62年〈1987年〉4月7日 ）は、日本の外務官僚、政治家。社会民衆党・大政翼賛会所属の衆議院議員。財団法人聖戦技術協会理事長。

## 生涯
旧津和野藩主亀井伯爵家一門・亀井茲迪の長男として東京に生まれる。東京高等師範学校附属小学校、東京高等師範学校附属中学校、旧制第一高等学校を経て東京帝国大学進学。1917年7月、東京帝国大学法科大学政治学科卒業。
同年10月、外交官及領事官試験合格、外務省入省。外務事務官、通商局総務課を経て、一時休職し、1923年10月まで陸軍大臣官房や海軍大臣の特別嘱託。その後、外務省復帰。1924年12月、外務省を退職。
1928年の総選挙で福岡県第2区から社会民衆党公認で立候補して初当選、途中1回の落選を挟んで衆院議員を4期。
無産政党の議員ではあったが外交官時代の知己から桜会など国家改造を志向する軍人とも親しく、1931年の三月事件や十月事件では赤松克麿とともに労働組合を動員して決起側に加わる計画で参加していた。
近衛文麿が主唱した新体制運動に秋山定輔、麻生久らと関わり、大政翼賛会成立後は総務兼企画局東亜部長（1940年11月～1941年4月）を務めた。しかし、軍機保護法違反で検挙され、1942年12月に禁錮8月・執行猶予1年の判決を受ける。1943年5月には財団法人聖戦技術協会（産業経済研究協会の前身）の設立に伴い、理事長に就任した。
戦後は公職追放となったばかりか衆議院不当財産取引調査特別委員会で証人喚問されたり、軍服の払い下げ話を新潟県農業会西蒲原支部など三十数団体に持ち掛けて約1500万円を詐取した（軍服事件）ことから懲役3年執行猶予4年の判決を受けたが、その一方で聖戦技術協会の伝で731部隊関係者の免責にも関わっている。また、国鉄労働組合の方針に不満を持つ機関士が離脱して国鉄機関車労働組合を結成しようとした際には、GHQや中労委周りの対策を助言している。しかし1951年8月に追放解除された後、1953年の総選挙（茨城県第1区・独立社会党）・1955年の総選挙（神奈川県第3区・右派社会党）と出馬したが政界復帰は叶わなかった。
1987年4月に死去。